# 大阪近鉄バファローズの主催試合の地方球場一覧
大阪近鉄バファローズ > 大阪近鉄バファローズの主催試合の地方球場一覧
本項は、近鉄パールス→近鉄バファロー→近鉄バファローズ→大阪近鉄バファローズが主催試合を行った地方球場の一覧である（フランチャイズ制度が導入された1952年から）。なお、合併球団であるオリックス・バファローズの主催試合の地方開催についてはオリックス・バファローズ主催試合の地方球場一覧を参照のこと。

## 一軍

### 大阪府 保護地域
- 大阪球場（1950年-1957年の専用球場。なお、1989年と1990年の公式戦の一部や1979年と1980年のプレーオフおよび日本シリーズでも使用している）
- 日本生命球場（1958年-1983年の専用球場。但しキャパシティがポストシーズンの開催基準を満たさなかったため、1979年と1980年のプレーオフおよび日本シリーズでは使われなかった）
- 藤井寺球場（1984年-1996年の専用球場）
- 大阪ドーム（京セラドーム大阪）（1997年-2004年の専用球場。オープン戦では対阪神タイガース戦のうち1試合が阪神主催で開催された年もあった）

### 北海道
- 札幌市円山球場（1982）

### 東北

#### 青森県
- 青森市営野球場（1974）
- 八戸長根球場（1972-1973）

#### 宮城県
- 宮城球場（現：楽天モバイルパーク宮城。東北野球企業と共催）1993年には近鉄バファローズの主催試合も1試合組まれていたが、雨天中止となっている。

#### 秋田県
- 秋田市八橋運動公園硬式野球場（さきがけ八橋球場）（1978-1988）

#### 山形県
- 山形市営球場（1973）
- 山形県野球場（現：ヤマリョースタジアム山形）（1993）

### 関東

#### 東京都
- 後楽園球場（1950-1951）

### 北陸

#### 新潟県
- 鳥屋野運動公園野球場（1974-1976、1991-1996）1992、1994は中止
- 長岡市悠久山野球場（1974-1975、1991-1994、1996）1992は中止
- 三条市民球場（三條機械スタジアム）（1995）

#### 石川県
- 石川県営兼六園野球場（1951）

#### 福井県
- 福井市営球場（1951）
- 福井県営球場（1973）

### 東海

#### 静岡県
- 浜松市営球場（1951）
- 静岡県草薙総合運動場野球場 ※オープン戦のみ開催

#### 愛知県　かつては準本拠地として使用。
- 大須球場（1950、1951）
- 中日（ナゴヤ）球場（1953-1957、1961、1962、1964-1966、1968、1972、1976-1978、1982-1996）
- ナゴヤドーム（現：バンテリンドーム ナゴヤ）（1997-1999）

#### 岐阜県
- 岐阜県営野球場（1950）
- 多治見市営球場（1950、1955）
- 長良川球場（1993-1996）1991、1992は中止

#### 三重県
- 富洲原球場（1950）
- 三重交通山田球場（1950、1951）
- 松阪市営球場（1950、1951）
- 四日市市営グラウンド（1951 - 1953）
- 津球場公園内野球場（1953-1954、1958、1962）
- 伊勢市倉田山公園野球場（1972）

### 近畿（大阪府を除く）

#### 滋賀県
- 滋賀県立彦根球場（1950、1952）

#### 京都府
- 衣笠球場（1950）
- 京都市西京極総合運動公園野球場（西京極球場）（わかさスタジアム京都）（1953、1965-  1967、1969 - 1973、1976、1978-1980、1991-1996）1993年は中止

#### 兵庫県
- 阪急西宮スタジアム（阪急西宮球場）（1950、1951、1955）

#### 奈良県
- 美吉野野球場（1950、1952）
- 奈良春日野球場（1950）
- 奈良県立橿原公苑野球場（佐藤薬品スタジアム）（1951、1953、1955）
- 奈良市鴻ノ池球場（1956、1958）

#### 和歌山県
- 和歌山県営球場（1954-1955）
- その他、オープン戦のみで湯浅町なぎの里球場も使用している。（和歌山近鉄百貨店を出店していたため）

### 中国

#### 鳥取県
- 鳥取市営球場（1973）

#### 岡山県
- 津山市営球場（1973）
- 岡山県野球場（1972年オープン戦。） - 1972年3月15日に「山陽新幹線開通記念」として対大洋ホエールズ戦を開催。当時近鉄と資本関係のあった井笠鉄道の主催、三洋汽船と山陽新聞社の後援で開催された。

### 四国

#### 香川県
- 高松市立中央球場（1967）

#### 愛媛県
- 今治市営球場（1967）
- 松山中央公園野球場（坊っちゃんスタジアム）（2004）

### 九州

#### 福岡県
- 平和台野球場（1951、1979-1983）

#### 大分県
- 新大分球場（現：別大興産スタジアム）（1981、1983）

#### 鹿児島県
- 鹿児島県立鴨池野球場 （現：平和リース球場）（2004）

### 補足
- 球団の親会社であった近畿日本鉄道は愛知県、三重県、岐阜県（近鉄名古屋線、近鉄大阪線など）、京都府（近鉄京都線など）に乗り入れているという経緯から、毎年ナゴヤ球場→ナゴヤドームを中心とする中京地方と西京極を準本拠として位置づけて開催したことがあった。

## 二軍
- 藤井寺球場
- 大阪ドーム